# 香月欣浩
香月 欣浩（かつき よしひろ、1971年 - ）は四條畷学園短期大学保育学科美術講師。美術家。四條畷学園大学附属幼稚園「アートクラブ」主催。

## 来歴
- 1971年　福岡県北九州市生まれ。
- 1993年　大阪教育大学美術科を卒業。
- 1993年　四條畷学園小学校　美術教諭。
- 2001年　渡仏、パリ市内の美術学校に学ぶ。帰国後再び教鞭のかたわら独自の造形理念に基づく美術活動を続ける。
- 2008年　四條畷学園短期大学 専任美術講師

## 人物
- 2009年のA1あそびうたグランプリ本選。
- NHK「すくすく子育て」アイデア大賞2010　あそび部門優秀賞。
- 2014年度よりNHK Eテレ「いないいないばあっ!」造形指導。